# 畳平バスターミナル

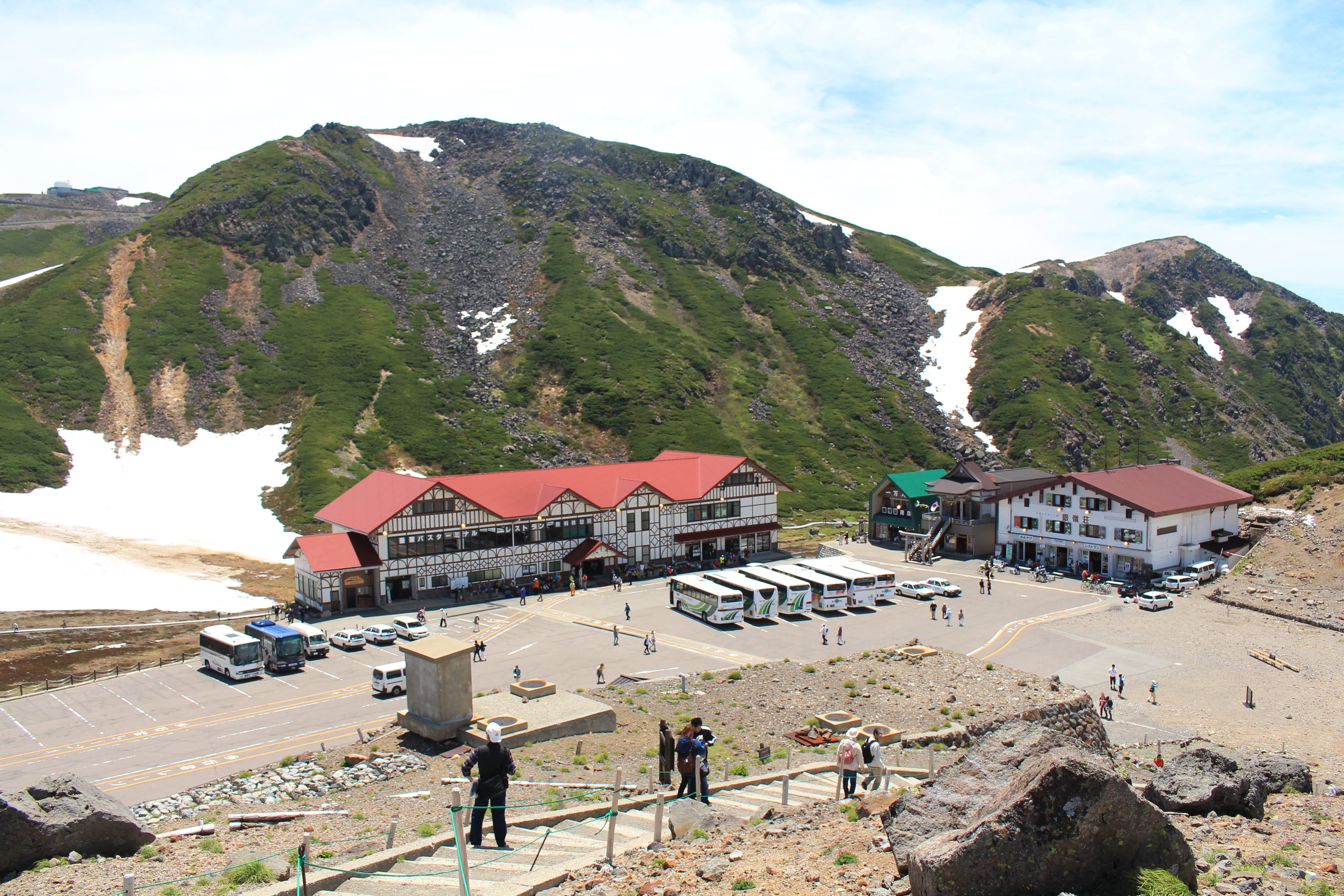
日本一標高の高い畳平バスターミナルの画像

畳平バスターミナル（たたみだいらバスターミナル）は、岐阜県と長野県の県境に位置する乗鞍岳にあるバスターミナル。標高は2,702 mで、日本にあるバスターミナルの中では最も高い位置にある。乗鞍スカイラインの終点。また、ひだ丹生川乗鞍バスターミナル、乗鞍バスターミナル等という別名がある。

## 住所
- 〒506-2254 岐阜県高山市丹生川町岩井谷1223

## 営業期間
7月1日-10月31日、8時から15時まで。冬季閉鎖。

## クマ襲撃事件
2009年、バスターミナルに一頭のツキノワグマが出没し、当時畳平を訪れた9人の観光客が襲われて負傷。死者はいなかったが、負傷者の中には重傷者も含まれ、日本一高い場所にあることが災いして、負傷者の救護などがすぐにはできず混乱が生じた。クマは事件から数時間後に射殺された。